# Garvín
Garvín è un comune spagnolo di 116 abitanti situato nella comunità autonoma dell'Estremadura.